# Eine Frau mit Unternehmungsgeist
Eine Frau mit Unternehmungsgeist ist eine US-amerikanische Filmkomödie von Michael Curtiz aus dem Jahre 1945. Der Film basiert auf autobiographischen Aufzeichnungen von Louise Randall Pierson, die auch am Drehbuch beteiligt war.

## Handlung
Die aus reichen Verhältnissen stammende Louise Randall wollte nie wie andere Frauen sein. Als ihr Vater sein Vermögen verliert, nutzt die junge Louise die Chance, sich in einem Beruf zu verwirklichen. Zunächst arbeitet sie als Sekretärin in einer Schiffswerft. Sie heiratet den biederen Bankangestellten Rodney Crane und gibt ihm zuliebe sogar den Job auf. Aber selbst die kurz aufeinander folgenden Geburten von fünf Kindern und ein betriebsames Familienleben machen aus Louise nicht die brave Hausfrau, die Rodney sich wünscht. Rodney lässt sich scheiden, worauf Louise den kindsköpfigen, aber herzensguten Spielertypen Harold Pierson kennenlernt, der völlig anders ist als ihr Ex-Mann.
Harold lässt sich von Louises Unternehmungsgeist anstecken. Mehrmals fangen die beiden von ganz unten an, um als Rosenzüchter, Flugzeugbauer oder Staubsauger-Vertreter nach den Sternen zu greifen. Jede ihrer Unternehmungen scheitert, aber zwei Dinge bleiben dem Paar in diesen wechselvollen, von der Weltwirtschaftskrise und dem sich anbahnenden Zweiten Weltkrieg geprägten Zeiten erhalten: ihre Liebe zueinander und die ungebrochene Fähigkeit, nach vorne zu schauen.

## Hintergrund
Die Autobiografie der Schriftstellerin und Unternehmensgattin Louise Randall Pierson (1890–1969) erschien 1943 und entwickelte sich zu einem Verkaufserfolg. Warner Brothers kaufte die Filmrechte für 35.000 US-Dollar und Pierson durfte dabei am Drehbuch mitarbeiten. Ihr Sohn Frank Pierson wurde später ein bekannter Drehbuchautor und Regisseur.
Die ursprüngliche Fassung des Films betrug rund 150 Minuten, sie wurde jedoch später auf 117 und in einigen Fassungen sogar 109 Minuten zurückgekürzt.

## Kritik
„Trotz vereinfachter und bisweilen vordergründiger Darstellung der familiären, individuellen und historischen Probleme eine insgesamt unsentimentale und durchaus lebenskluge Unterhaltung. Erst zum Schluß steigert sich die Romanadaption in übertriebenen Patriotismus hinein.“